# Pensacola
Pensacola es una ciudad portuaria estadounidense localizada en la homónima bahía de Pensacola, en el condado de Escambia en el noroeste del estado de Florida. En el Censo de 2010 tenía una población de 51.923 habitantes y una densidad poblacional de 492,5 personas por km².
Es conocida como "la ciudad de las cinco banderas", pues a lo largo de su historia han ondeado allí las de España, Francia, Gran Bretaña, Estados Unidos y la de los Estados Confederados de América (1861-1865). Fue el escenario de la transcendental batalla de Pensacola en 1781. San Agustín afirma ser la ciudad más antigua de Estados Unidos, pero en realidad es Pensacola. Sin embargo, después de la creación de la ciudad, un huracán mató a muchas personas y los que sobrevivieron se fueron a Santa Elena. La ciudad fue reconstruida nuevamente en 1698. 
Cuenta con una universidad desde 1967. Las principales actividades económicas son la industria maderera, química y el turismo.

## Toponimia
El nombre "Pentze/a-kola" ("Mango/Rabo de Prados") de la ciudad es, posiblemente, de origen amerindio, significando "Adatsherria" ("pueblo de melena"). Sin embargo, probablemente deriva del nombre de un puerto español, el de Peñíscola (Rabo de la Peña y/o Habitante de las Cavernas); o tal vez, de una mezcla de la palabra península con la de cola. Por otro lado, en los más antiguos documentos cartográficos del Archivo General de Indias, la ciudad se denomina "Panzacola", compuesta por las palabras "panza" y "cola", posiblemente debido a la orografía del lugar, donde el arco costero de tierra firme (panza) colinda con la punta de la alargada isla de Santa Rosa (cola), dando origen al estrecho de la bahía de Pensacola. La palabra "Panzacola" pronunciada en voz inglesa habría derivado en la forma "Pensacola".

## Historia

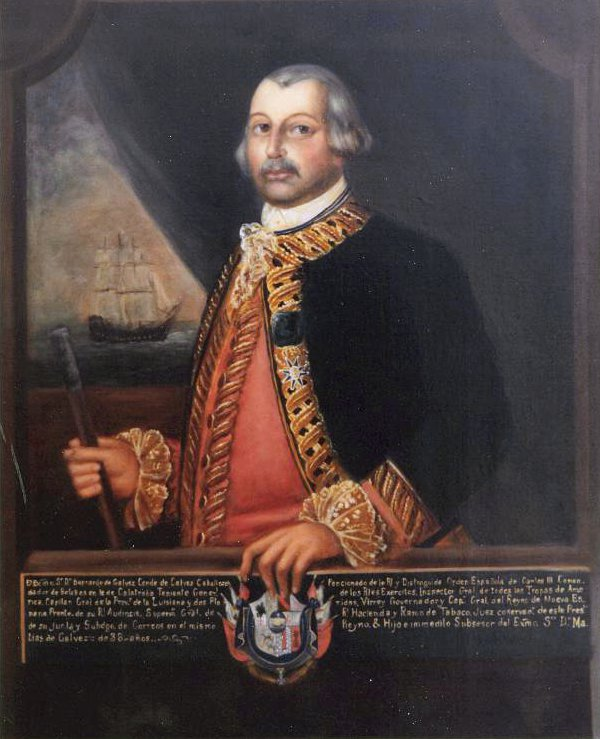
Bernardo de Gálvez.

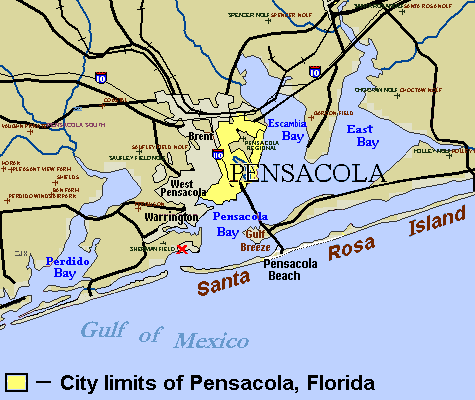
Mapa de Pensacola.

La ciudad actual fue fundada en 1698 por España, bajo el mandato del gobernador Andrés de Arriola, si bien la presencia española se inicia en el siglo XVI. Las primeras expediciones españolas que documentaron su paso por la zona fueron las de Pánfilo de Narváez en 1528, y de Hernando de Soto en 1539. En esta última expedición, Francisco Maldonado registró el nombre de la bahía como Bahía de Ochuse, refiriéndose a la provincia indígena local.
El 15 de agosto de 1559, Tristán de Luna y Arellano llegó hasta la bahía de Pensacola desde Veracruz con una flota de 11 naves y 1500 personas y fundó la Villa de Santa María en la isla de Santa Rosa. Su propósito original era ser una base de avance para la colonización de Santa Elena, Florida española (en lo que posteriormente se convirtió en la colonia de Virginia inglesa). La villa fue diezmada el 19 de septiembre de ese mismo año por un huracán que hundió 6 naves, dejó varada a otra más, y mató a un número desconocido de marineros y colonos.
Los sobrevivientes lucharon para salir adelante, trasladándose tierra adentro desde la costa hasta el actual territorio de Alabama durante varios meses de 1560 antes de regresar a la costa, pero abandonaron el lugar en 1561. Algunos de los supervivientes zarparon a Santa Elena, pero otra tormenta pegó ahí cuando llegaron al asentamiento. Los sobrevivientes de la tormenta en Santa Elena volvieron hasta Cuba y desde ahí pasaron nuevamente a Pensacola, donde los últimos 50 colonos fueron evacuados y llevados de vuelta a Veracruz. Los consejeros del virrey decidieron que el sitio fue demasiado peligroso para la colonización, y la zona quedó de lado por 137 años.  Está considerada el primer asentamiento español, como tal, en los Estados Unidos.
El nombre completo español llegó a ser San Carlos de Penzacola abreviado: Penzacola, llegando a ser esta ciudad la capital económica (y de hecho política) de la Florida Occidental. Así se puede hablar de varios periodos de dominación española, con otros intercalados de presencia francesa e inglesa: 
- Primer periodo bajo soberanía española (1559-1719)
- Periodo bajo soberanía francesa (1719-1722)
- Segundo periodo bajo soberanía española (1722-1763)
- Periodo bajo soberanía inglesa (1763-1781)
- Tercer periodo bajo soberanía española (1781-1821)

A fines del siglo XVII los franceses empezaron sus exploraciones y navegaciones por la parte baja del Río Misisipi con la intención de colonizar la zona como parte de su dominio norteamericano de La Louisiane. Ansioso por estos eventos, en 1698 los españoles construyeron un pueblo fortificado cerca del fuerte de San Carlos de Barrancas. Al año siguiente, los franceses fundaron Mobile (Alabama) a 95 kilómetros de distancia por tierra, presentando una amenaza directa de competencia y ataque, ya que los españoles recién se habían enfrentado contra los franceses en la guerra de los Nueve Años. Esta amenaza se concretó por primera vez en 1707 durante la Guerra de la reina Ana con los Sitios de Pensacola, donde los Británicos y los Muskogui quemaron el pueblo en agosto y noviembre. 
El pueblo fue casi arrasado otra vez durante la Guerra de la Cuádruple Alianza en su extensión colonial cuando los franceses bajo el mando del Gobernador Jean-Baptiste Le Moyne de Bienville lo capturaron el 14 de mayo de 1719. En 1722 un huracán destruye Pensacola, por lo que los franceses la abandonan y queman el presidio de Santa María de Galve antes de irse. Los españoles regresan y fundan el presidio en la isla de Santa Rosa, llamado Santa Rosa de Pensacola. Durante los primeros años de recolonización, se desarrolló una sociedad de Criollos. Al ser un punto comercial fortificado, la mayoría del personal español fueron hombres. Algunos tuvieron matrimonios o uniones con mujeres africanas o de las tribus pensacola y Creek , libres y esclavas, y sus descendientes formaron una población diversa de Mestizos y Mulatos. El gobierno español alentó a los esclavos de las colonias británicas sureñas para refugiarse en la Florida, prometiéndoles la libertad a cambio de convertirse al Catolicismo. El rey Carlos II de España hizo una proclamación real liberando todos los esclavos fugitivos en la Florida española que aceptaron la conversión y el bautizo. La mayoría pasó a los alrededores de San Agustín, pero los esclavos fugitivos también llegaron a Pensacola. Los primeros años de colonización fueron muy tenues; la tierra no era apta para los típicos cultivos tropicales de las otras colonias españolas, y el reabastecimiento fue irregular. Se consideraba como una asignación militar poco popular debido a las enfermedades tropicales, el calor, y las malas condiciones.
Los ingleses incursionaron en 1763 cuando España cedió la Florida en el intercambio de territorios después de la victoria británica sobre Francia y España en la guerra de los Siete Años. Tomaron la ciudad como la capital de su nuevo territorio de Florida Occidental. Reforzaron las defensas alrededor de la bahía, creando un baluarte para su armada. Nombraron a George Johnstone como su primer gobernador colonial, y modelaron el gobierno al igual que las existentes colonias norteamericanas. Durante los años 1760 los topógrafos Elias Durnford y George Gauld trazaron gran parte del plano del centro de la ciudad, incluyendo la zona de la Plaza Sevilla. Florida Occidental recibió una invitación para mandar delegados al Primer Congreso Continental, pero no aceptaron, al igual que la Florida Oriental. Durante la guerra de Independencia de los Estados Unidos fue un baluarte realista en oposición a la independencia norteamericana. Después de la expedición americana de Willing en 1778 contra la zona, los británicos mandaron reforzamientos. España entró en la guerra en 1779. En 1781 la ciudad fue reocupada por los españoles en la batalla de Pensacola (marzo-mayo 1781), en la que el gobernador español de Luisiana, Bernardo de Gálvez y Madrid derrota a las tropas inglesas de John Campbell, logrando una victoria decisiva. Después de la guerra, los británicos cedieron Florida Occidental y Oriental a España en el Tratado de París (1783). En 1785 con la fundación de la Compañía Panton Leslie, subió el tráfico comercial con los Creek que venían desde el sur de Alabama y Georgia. El pueblo seguía siendo una guarnición, predominantemente hombres militares o de comercio. Los estadounidenses hacían redadas en la zona, y presionaban al gobierno en Washington D. C. para anexar este territorio.
Nuevamente en 1814, durante la guerra anglo-estadounidense de 1812 y a pesar de la neutralidad española, es atacada por fuerzas americanas resultando una segunda batalla de Pensacola, ya que el gobernador de la Florida Occidental dio apoyo a los británicos. Las fuerzas españolas y británicas en la ciudad se rindieron después de 2 días de combate y devuelta a los españoles por el tratado de Gante (1814).
Fue de nuevo ocupada por los EE. UU. del 26 de mayo de 1818 al 4 de febrero de 1819, durante la primera guerra semínola. Para este año, la mayor parte de Florida está bajo control estadounidense, quedando como reductos españoles esta ciudad y San Agustín. El último censo español de 1820 registró 181 viviendas en el pueblo. Un tercio de la población era de raza mixta, mientras que la mayoría fueron criollos españoles y franceses. El 17 de julio de 1821 se oficializa el traspaso de Florida a los Estados Unidos, cuando el gobierno liberal español reconoce el tratado de 1819. 
Andrew Jackson fue el primer gobernador del territorio de Florida, con su residencia en la capital de Pensacola. Fue notable por su persecución de indios y criollos, muchos de los cuales abandonaron el territorio. Un número creciente de colonos anglosajones sureños, incluyendo muchos dueños de plantaciones que trajeron sus esclavos negros. Para determinar un nuevo sitio para una ciudad capital del territorio, salieron jinetes por el Camino Real desde las dos ciudades principales del territorio, al este desde Pensacola y al oeste desde San Agustín. Los jinetes se encontraron en el pueblo indígena de Tallahassee, que fue designada como la nueva ciudad capital. Con el desarrollo de grandes plantaciones de algodón, los esclavos afroamericanos formaron el 50% de la población creciente de Florida. En el noroeste del territorio, la mayoría de los esclavos afuera de Pensacola fueron propiedad de personas en Tallahassee y en los condados de plantaciones cerca del límite con Georgia, especialmente Jackson, Gadsden, León, y Jefferson. Junto a la costa, la tierra fue más arenosa y menos útil para las plantaciones agrícolas. En 1825 se designó la zona para la primera base de la Armada de los Estados Unidos en el área, y el Congreso autorizó 6000 dólares para la construcción de un faro. En 1834 se construyó Fort Pickens, uno de los únicos fuertes estadounidenses que permanecieron en manos de la Unión durante toda la guerra de Secesión; siguió en operación hasta 1947. En 1839 terminó la construcción de Fort McRee en el área de Pensacola, la economía local se enriqueció con la industria de la tala, basada en los abundantes bosques autóctonos, la facilidad de envíos con el buen puerto, y el emprendimiento local. Desde los años 1830 la energía a vapor aumentó mucho la eficiencia de los aserraderos que producían madera terminada para exportación. Algunos de los líderes más importantes del timepor fueron el concejal Alexander McVoy, Joseph Forsyth y E. E. Simpson (dueños en conjunto de una de las operaciones más grandes del estado), y W. Main L. Criglar (cuyos intereses combinados de tala y navieras le dieron una fortuna personal por encima de 300000 dólares). 
El 3 de marzo de 1845, Florida fue admitida como el 27° estado. El 10 de enero de 1861, Florida fue el tercer estado que separó de la Unión para unirse a los nuevos Estados Confederados de América. El secretario de la Armada de los Estados Confederados, Stephen Mallory, fue un residente de la ciudad de Pensacola; terminó enterrado ahí en 1873. Las fuerzas unionistas en el área se evacuaron hasta Fort Pickens antes de que llegaran las milicias confederadas de Florida y Alabama. Fort Pickens repulsó un intento confederado de conquista bajo órdenes del general de brigada Braxton Bragg durante la Batalla de la Isla Santa Rosa varios meses después, el 9 de octubre de 1861. Las tropas unionistas reconquistaron la zona de los confederados en mayo de 1862, aunque tuvieron varios enfrentamientos contra las fuerzas rebeldes durante los siguientes años.
Después del final de la Guerra de la Secesión en 1865, Florida fue readmitido a la Unión el 25 de junio de 1868. Los esfuerzos del ejecutivo ferroviario y veterano confederado W.D. Chipley lograron traer nuevas conexiones de ferrocarril a la ciudad a partir del año 1876. Se creó la primera conexión por ferrocarril desde Pensacola hasta el lado este del estado en 1883. Chipley fue elegido alcalde por un mandato de 1887 a 1888. Fue enterrado en su pueblo natal de Columbus, Georgia , mientras que su ciudad adoptiva puso un obelisco en su honor en la plaza Fernando VII.
En 1914 se estableció la primera base de aviación naval de los Estados Unidos en Pensacola. El año siguiente, a bordo del USS North Carolina (ACR-12), se ensayó la primera catapulta de aviones el 5 de noviembre de 1915. 

## Geografía

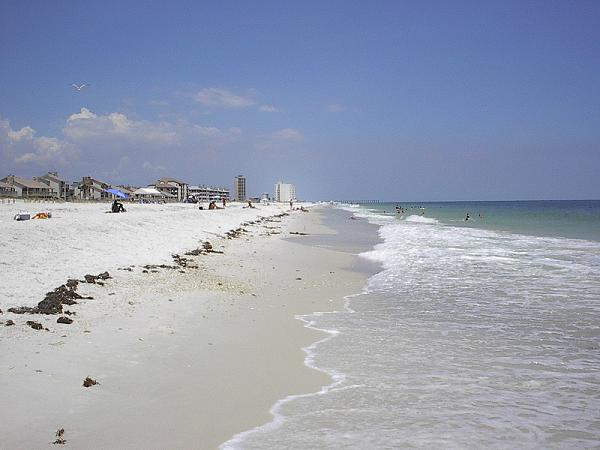
Playa de Pensacola

Pensacola se encuentra ubicada en las coordenadas 30°24′32″N 87°12′50″O / 30.40889, -87.21389, en el extremo occidental del estado, cerca de la frontera con Alabama, en la región conocida como mango de Florida. Según la Oficina del Censo de los Estados Unidos, Pensacola tiene una superficie total de 105.43 km², de la cual 58.38 km² corresponden a tierra firme y (44.62 %) 47.05 km² es agua.

### Clima
| Parámetros climáticos promedio de Pensacola, Florida (Aeropuerto Internacional de Pensacola), normales 1991–2020, extremos 1879–presente | Parámetros climáticos promedio de Pensacola, Florida (Aeropuerto Internacional de Pensacola), normales 1991–2020, extremos 1879–presente | Parámetros climáticos promedio de Pensacola, Florida (Aeropuerto Internacional de Pensacola), normales 1991–2020, extremos 1879–presente | Parámetros climáticos promedio de Pensacola, Florida (Aeropuerto Internacional de Pensacola), normales 1991–2020, extremos 1879–presente | Parámetros climáticos promedio de Pensacola, Florida (Aeropuerto Internacional de Pensacola), normales 1991–2020, extremos 1879–presente | Parámetros climáticos promedio de Pensacola, Florida (Aeropuerto Internacional de Pensacola), normales 1991–2020, extremos 1879–presente | Parámetros climáticos promedio de Pensacola, Florida (Aeropuerto Internacional de Pensacola), normales 1991–2020, extremos 1879–presente | Parámetros climáticos promedio de Pensacola, Florida (Aeropuerto Internacional de Pensacola), normales 1991–2020, extremos 1879–presente | Parámetros climáticos promedio de Pensacola, Florida (Aeropuerto Internacional de Pensacola), normales 1991–2020, extremos 1879–presente | Parámetros climáticos promedio de Pensacola, Florida (Aeropuerto Internacional de Pensacola), normales 1991–2020, extremos 1879–presente | Parámetros climáticos promedio de Pensacola, Florida (Aeropuerto Internacional de Pensacola), normales 1991–2020, extremos 1879–presente | Parámetros climáticos promedio de Pensacola, Florida (Aeropuerto Internacional de Pensacola), normales 1991–2020, extremos 1879–presente | Parámetros climáticos promedio de Pensacola, Florida (Aeropuerto Internacional de Pensacola), normales 1991–2020, extremos 1879–presente | Parámetros climáticos promedio de Pensacola, Florida (Aeropuerto Internacional de Pensacola), normales 1991–2020, extremos 1879–presente |
| Mes | Ene. | Feb. | Mar. | Abr. | May. | Jun. | Jul. | Ago. | Sep. | Oct. | Nov. | Dic. | Anual |
| --- | --- | --- | --- | --- | --- | --- | --- | --- | --- | --- | --- | --- | --- |
| Temp. máx. abs. (°C) | 27.2 | 28.9 | 32.2 | 35.6 | 38.9 | 38.9 | 41.1 | 40.6 | 38.9 | 36.1 | 31.7 | 27.2 | 41.1 |
| Temp. máx. media (°C) | 17.1 | 19.1 | 22.2 | 25.3 | 29.5 | 32.2 | 33.1 | 32.8 | 31.4 | 27.3 | 22.1 | 18.4 | 25.9 |
| Temp. media (°C) | 11.8 | 13.8 | 16.8 | 20.2 | 24.4 | 27.6 | 28.6 | 28.3 | 26.7 | 21.8 | 16.3 | 13.1 | 20.8 |
| Temp. mín. media (°C) | 6.5 | 8.4 | 11.5 | 15 | 19.4 | 23.1 | 24.1 | 23.9 | 21.9 | 16.4 | 10.6 | 7.7 | 15.7 |
| Temp. mín. abs. (°C) | -15 | -13.9 | -5.6 | 0.6 | 6.7 | 12.8 | 16.1 | 15.6 | 6.1 | 0 | -5.6 | -11.7 | -15 |
| Precipitación total (mm) | 127.8 | 121.2 | 133.4 | 140.2 | 99.1 | 185.9 | 200.4 | 190.5 | 167.9 | 119.4 | 112.3 | 137.2 | 1735.1 |
| Días de precipitaciones (≥ 0.2 mm) | 9.6 | 8.6 | 8.1 | 7.1 | 7.6 | 12.0 | 15.3 | 14.7 | 9.3 | 6.4 | 7.1 | 9.5 | 115.3 |
| Fuente: NOAA | | | | | | | | | | | | | |

## Demografía
Según el censo de 2010, había 51 923 personas residiendo en Pensacola. La densidad de población era de 492,5 hab./km². De los 51 923 habitantes, Pensacola estaba compuesto por el 66,34 % de blancos, el 27,98 % eran afroamericanos, el 0,56 % eran amerindios, el 2 % eran asiáticos, el 0,12 % eran isleños del Pacífico, el 0,7 % eran de otras razas y el 2,3 % pertenecían a dos o más razas. Del total de la población el 3,3 % eran hispanos o latinos de cualquier raza.

## Galería de imágenes

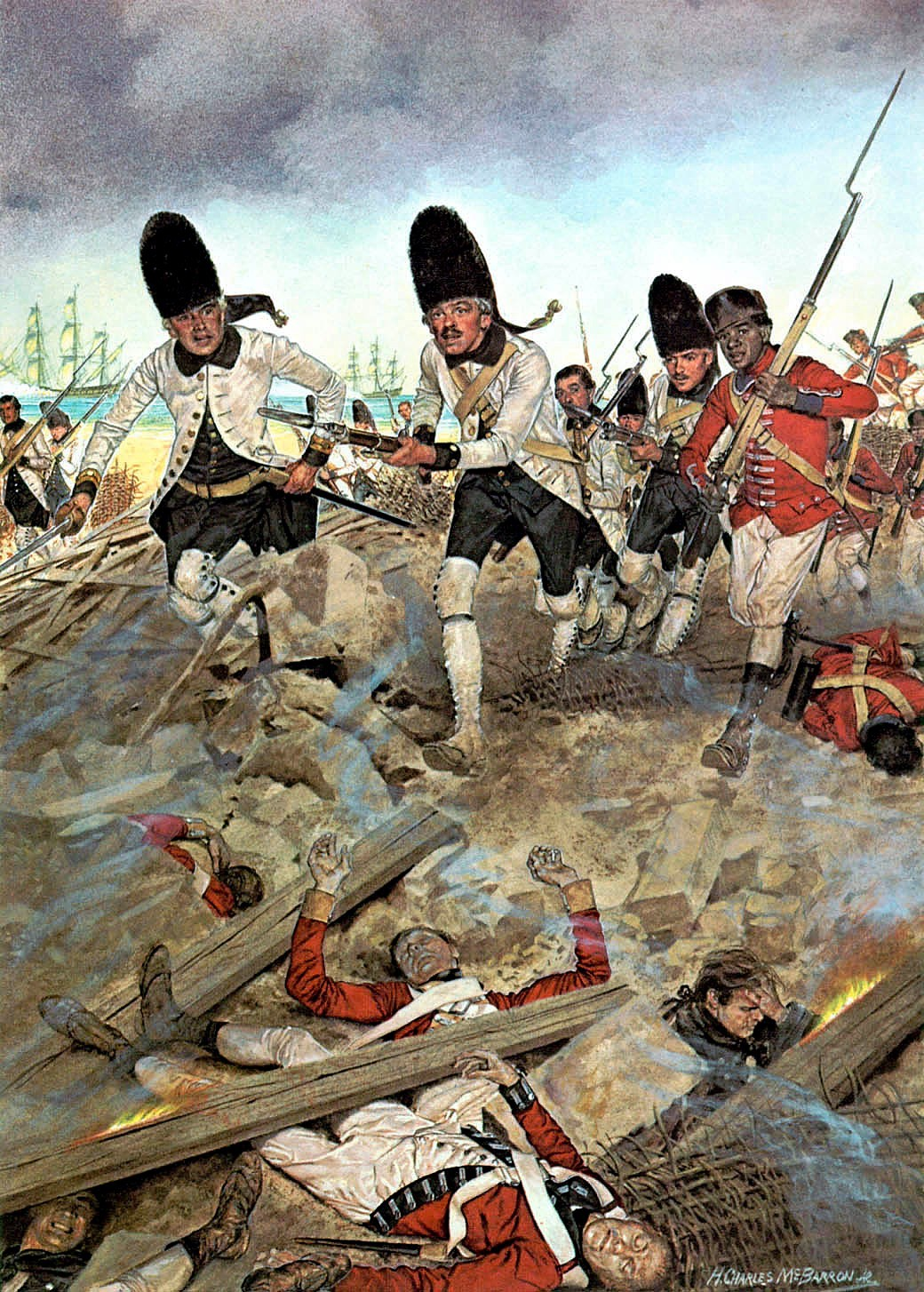
Batalla de Pensacola (1781)
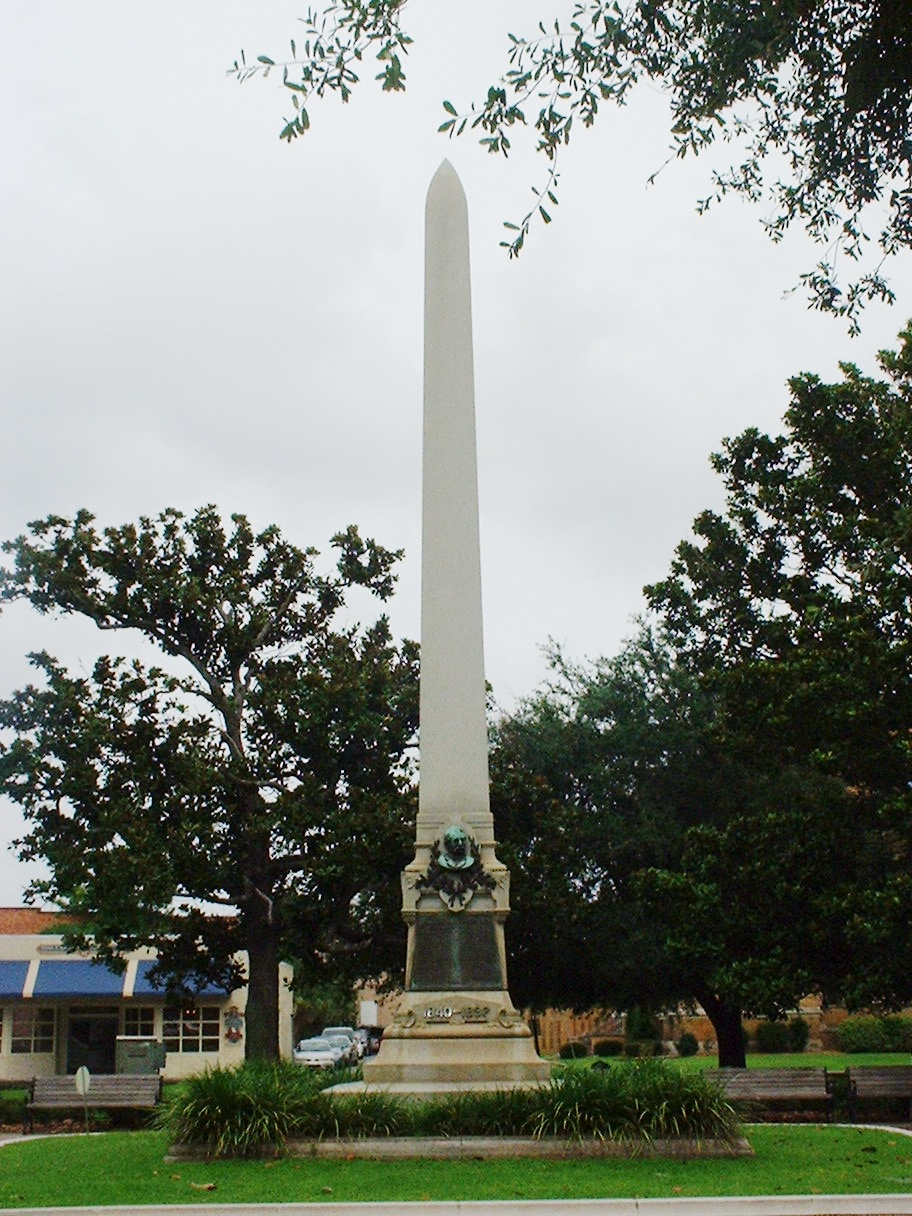
Obelisco de la Plaza Ferdinand VII
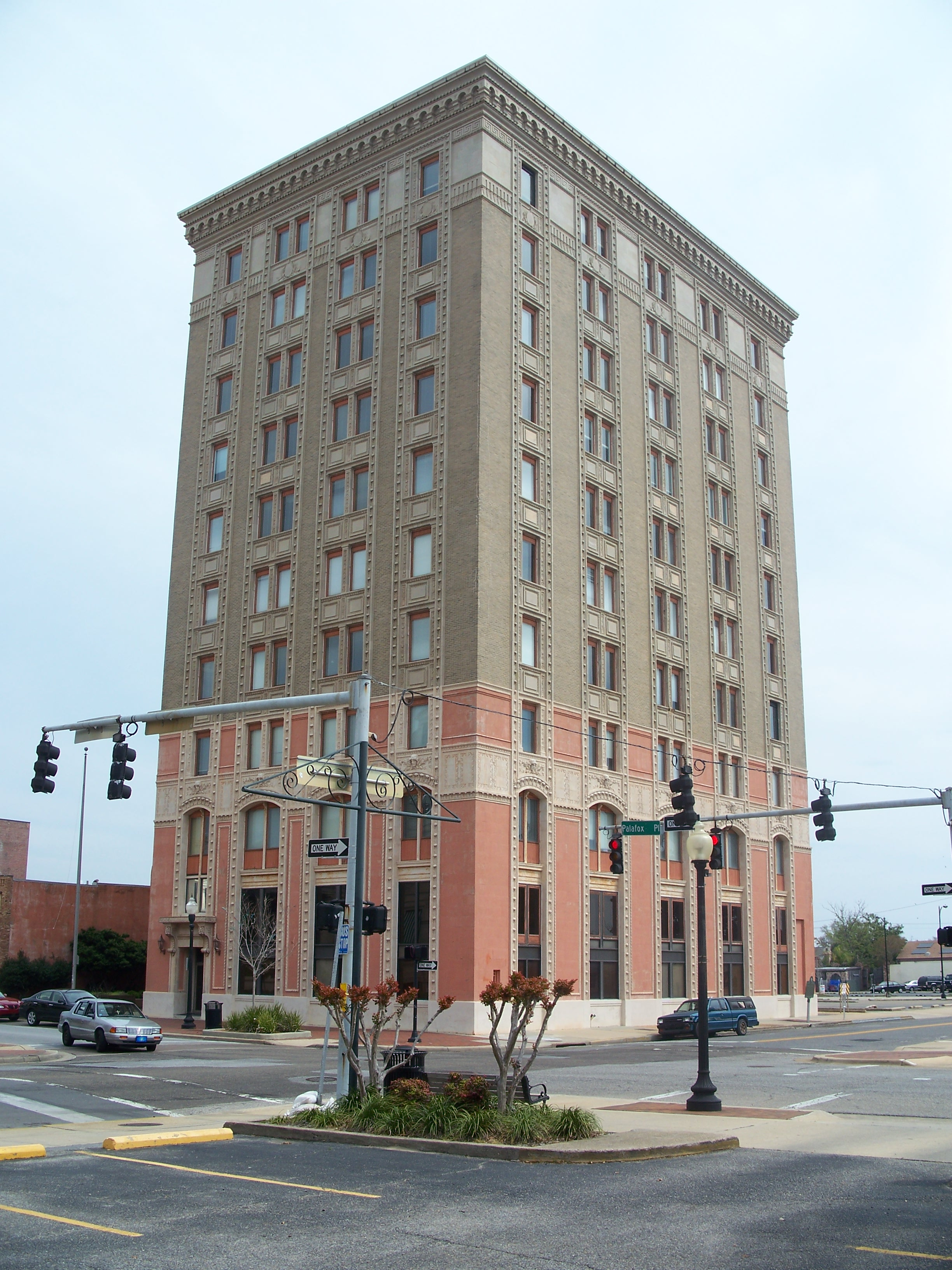
El American National Bank Building
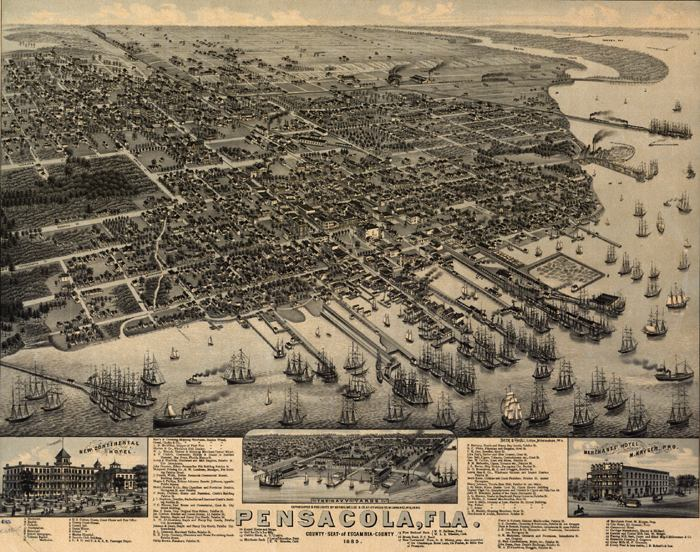
Pensacola en 1885